# Gradius Gaiden
Gradius Gaiden, é um jogo eletrônico de tiro lançado para Playstation em 28 de agosto de 1997 e recentemente para PSP em 2 de fevereiro de 2006, o jogo foi desenvolvido pela KCE Tokyo, publicado e distribuido pela Konami.

## Jogabilidade
No console Playstation, o jogo apresenta grandes inovações como acrescentamento de vozes, animações, e partes em 3D, o sistema de armas agora é mais forte do que os jogos anteriores, alguns intens de jogos anteriores foram removidos. Entretanto, o jogador pode escolher entre várias naves, cada uma com uma configuração de arma única.  Há dois novos tipos de blindagem. Um é chamado de "protetor", que atribui à parte superior e inferior da nave, e deixa o jogador imune a colisões de obstáculo físico. O outro é chamado de 'Limite' e dá invulnerabilidade completa e tem a duração de três segundos.
O nível de dificuldade também pode ser ajustada a partir de "fácil" até "mais difícil", para um total de sete níveis de dificuldade. Sobre as dificuldades mais fáceis, os ataques de chefe mais problemáticos são removidos e o número de inimigos na tela é reduzida.

## Sipnose
A história é a seguinte, durante a terceira guerra Bacteriana, Os Gradianos, habitantes do planeta Gradius em aliança com os humanos do planeta Terra conseguem derrotar os Bacterians e a galaxia vive em paz, porém uma nova ameaça surge, um misterioso portal se abre e um exercito de aliens malignos surge para declarar guerra contra as civilizações, novamente, a Terra e o Planeta Gradius unem forças novamente para enfrentar os novos inimigos.

## Fases
Diferêntes de outros jogos da serie, as fases são bonitas, trilha sonora ótima e animações em 3D, os chefes são bem complicados, veja as fases e confira:
- Beyhond the Whiter Storm: Uma bela fase de gelo, o chefe é uma lagarta de gelo gigante.
- Renquiem for Revengers: Um grande amontoado de lixo espacial, o chefe é uma aranha do lixo robô.
- Intor The  Crystal  Cage: Um planeta todo feito de cristais, o chefe é uma nave espacial gigante protegida por um escudo de cristal.
- Ruin of Silence: Novamente a fase que lembra a ilha de páscoa, o chefe são dois colossos gigantes, só que mais fortes.
- Organic Fortress: Como o nome diz, uma fortaleza viva, o chefe é uma ulcera viva com um olho gigante.
- Green Inferno: Um Planeta florestal gigante, com plantas carnivoras muito famitas, o chefe é a planta rainha deste mundo.
- On  The Event Horizon: A mesma fase do vulcão de novo, só que agora o planeta está sendo engolido por um Buraco Negro, o chefe é uma nave com pinças que abre e fecham.
- Boss-Rush: Uma fase só de chefes, que estes são próprios dela e não como na versão anterior em que se enfrentava todos os chefes das fases anteriores.
- High Speed & Gun Wall: A Fortaleza dos aliens gigantes, são três chefes, uma estrela robô gigante de oito pontas com um olho no meio, o segundo um robô gigante com muitos ataques e o terceiro principal, um cerébro gigante alienigina com um olho também, este controla toda a fase.

## Recepção
O jogo recebeu boas criticas por parte dos fãs e criticos de jogos. O GameRankings o considerou com uma pontuação de 79%. E o Gamespot deu uma nota de 7,9/10.